# Million Dollar Championship
El Million Dollar Championship (Campeonato del Millón de Dólares en español) fue un campeonato de lucha libre profesional utilizado por la WWE. En storyline, es un campeonato no autorizado que no es reconocido por la promoción, aunque los poseedores del título lo defienden como si fuera un campeonato oficial. 
El título sería originalmente introducido por The Million Dollar Man Ted DiBiase en 1989, como un campeonato no autorizado cuando la promoción aún era llamada World Wrestling Federation.

## Historia
Luego de llegar a las finales de un torneo por el Campeonato de la WWF en WrestleMania IV en 1988, Ted DiBiase fue derrotado por Randy Savage. Durante todo el verano del 1988, DiBiase estuvo en la búsqueda de este campeonato, pero siempre era derrotado. Para nivelar su situación, durante el pay-per-view SummerSlam se unió a Andre the Giant, formando así la pareja conocida como The Mega Bucks y juntos se enfrentaron al equipo de Hulk Hogan & Randy Savage, The Mega Powers. Dibiase & Andre fueron derrotados.
DiBiase decidió que si no podía ganar o comprar el Campeonato de la WWF, compraría su propia correa de campeonato. En 1989 DiBiase reveló su nuevo "Campeonato del Millón de Dólares de la WWF". Este título nunca fue oficialmente reconocido por la WWF, y solamente en raras ocasiones DiBiase defendía el "campeonato". Virgil derrotó a DiBiase en el evento SummerSlam 1991, quitándole así su correa millonaria. Luego, DiBiase utilizó la ayuda de The Repo Man para recuperar su campeonato. Durante su segundo reinado, DiBiase abandonó el título luego de ganar el Campeonato en Parejas de la WWF, el 7 de febrero de 1992.
A principios del año 1996, DiBiase re-introdujo el Campeonato y se lo entregó a su nueva estrella, The Ringmaster. Luego de que Austin perdiera intencionalmente una lucha en contra de Savio Vega el 28 de mayo de 1996, DiBiase tuvo que abandonar la WWF (debido a una condición estipulada previo al evento) y, en el proceso, se abandonó el campeonato. Tras esto, cuando DiBiase aparecía en Raw, generalmente lo hacía con el cinturón. El 5 de abril de 2010, se lo entregó a su hijo Ted DiBiase, activándolo de nuevo. Sin embargo, se volvió a abandonar cuando Goldust le entregó el cinturón a su padre.
En el episodio del 8 de junio de 2021 de NXT, Ted DiBiase recuperó el Million Dollar Championship para quien gane en un Ladder Match en NXT Takeover: In Your House con Cameron Grimes vs. LA Knight.
El 24 de agosto luego de recuperar el título Grimes le devolvio el título a DiBiase luego de haber derrotado a LA Knight en un episodio de NXT siendo nuevamente retirado de las transmisiones de la WWE.

## Campeones

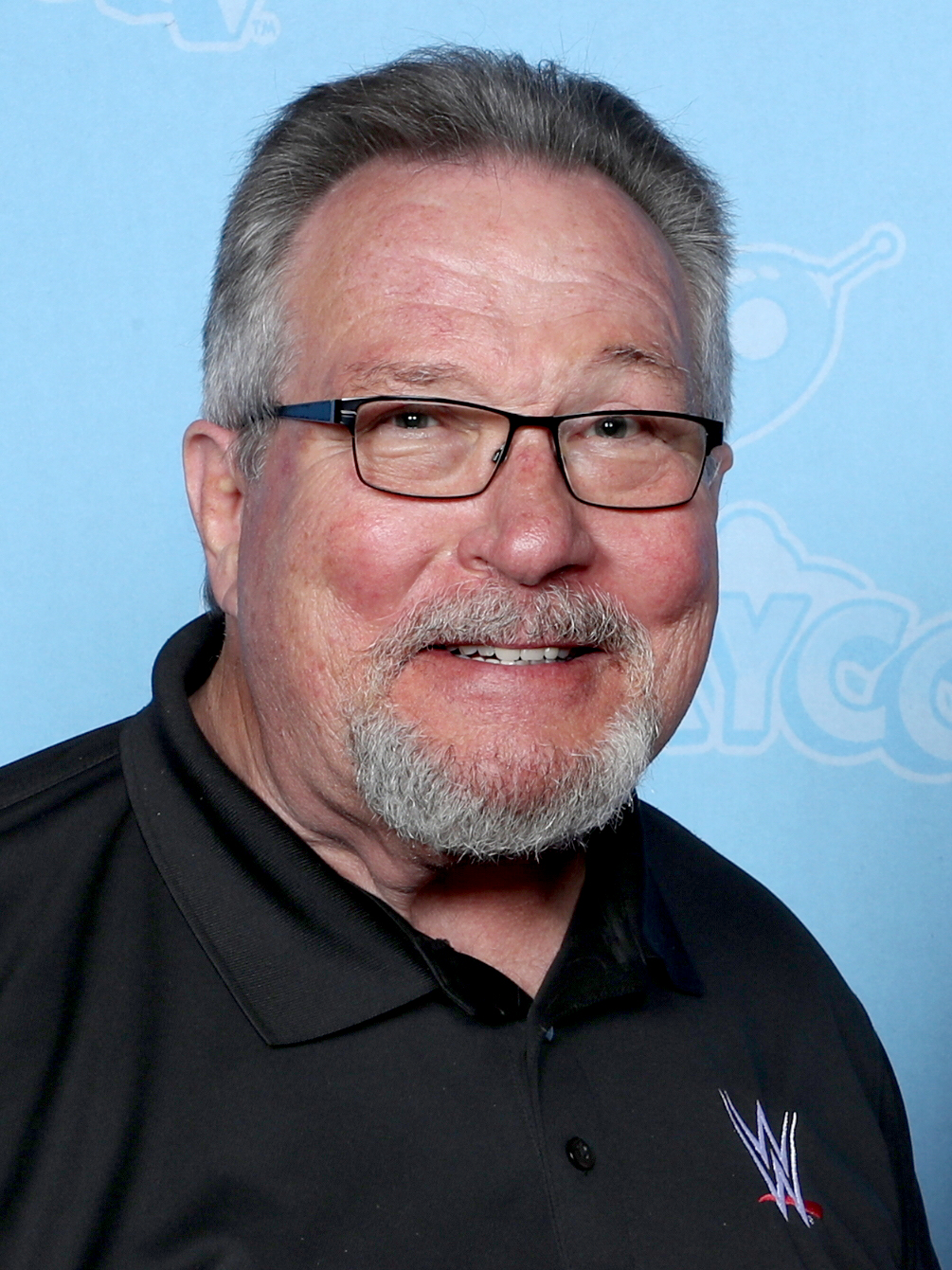
El Creador del título y el que pose el mayor número de reinados (2) y el de mayor duración con 1010 días, Ted DiBiase

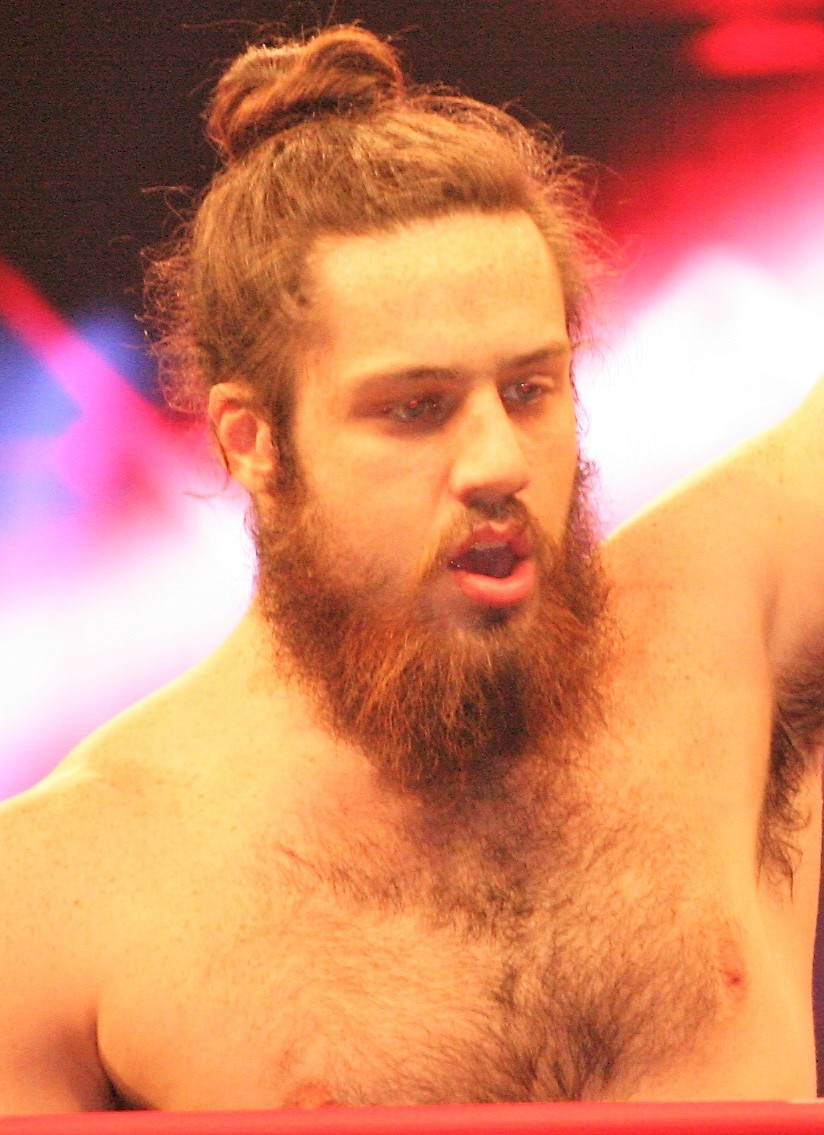
El último campeón, Cameron Grimes

### Lista de campeones
| N.º |                  | Lucha                   | Lucha                            | Estadísticas | Estadísticas | Notas y referencias |
| N.º | Luchador         | Fecha                   | Show o evento                    | N.º          | Días         | Notas y referencias |
| --- | ---------------- | ----------------------- | -------------------------------- | ------------ | ------------ | --- |
| 1   | Ted DiBiase      | 15 de febrero de 1989   | Superstars of Wrestling          | 1            | 922          | Otorgado por él mismo.                                                                                                  |
| 2   | Virgil           | 26 de agosto de 1991    | SummerSlam                       | 1            | 77           | |
| 3   | Ted DiBiase      | 11 de noviembre de 1991 | Survivor Series Showdown         | 2            | 88           | |
| —   | Abandonado       | 7 de febrero de 1992    |                                  | —            | —            | DiBiase abandonó el título al ganar el Campeonato en Parejas de la WWF con Irwin R. Schyster.                           |
| 4   | The Ringmaster   | 18 de diciembre de 1995 | Monday Night Raw                 | 1            | 152          | Otorgado por Ted Dibiase.                                                                                               |
| —   | Abandonado       | 28 de mayo de 1996      | In Your House 8: Beware of Dog 2 | —            | —            | The Ringmaster abandonó el título después de que DiBiase fuera (kayfabe) obligado a dejar la WWF.                       |
| 5   | Ted DiBiase, Jr. | 5 de abril de 2010      | Raw                              | 1            | 224          | Otorgado por su padre.                                                                                                  |
| —   | Abandonado       | 15 de noviembre de 2010 | Raw                              | —            | —            | Fue devuelto a Ted DiBiase.                                                                                             |
| 6   | LA Knight        | 13 de junio de 2021     | NXT TakeOver: In Your House      | 1            | 70           | Derrotó a Cameron Grimes en un Ladder Match.                                                                            |
| 7   | Cameron Grimes   | 22 de agosto de 2021    | NXT TakeOver: 36                 | 1            | 1            | |
| —   | Abandonado       | 23 de agosto de 2021    | NXT                              | —            | —            | Cameron Grimes cedió el título a Ted DiBiase. Fue emitido el 24 de agosto de 2021, fecha que WWE reconoce oficialmente. |

### Total de días con el título
A la fecha del 19 de agosto de 2025.
| N.º | Campeón           | Reinados | Total de días |
| --- | ----------------- | -------- | ------------- |
| 1   | Ted DiBiase       | 2        | 1010          |
| 2   | Ted DiBiase (Jr.) | 1        | 224           |
| 3   | The Ringmaster    | 1        | 152           |
| 4   | Virgil            | 1        | 77            |
| 5   | LA Knight         | 1        | 70            |
| 6   | Cameron Grimes    | 1        | 1             |

### Mayor cantidad de reinados
| Reinados | Luchador (es) |
| -------- | ------------- |
| 2 veces  | Ted DiBiase   |